# Тенор (музичний інструмент)

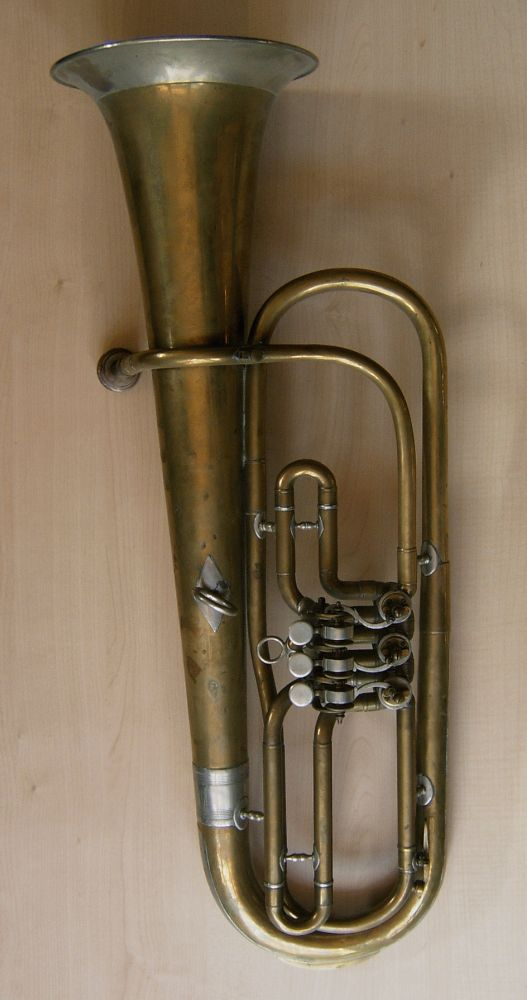
Тенор прямої (німецької) конструкції

Тенор або теноргорн (нім. Tenorhorn) — це мідний духовий інструмент з широкою конічною мензурою та трьома або чотирма вентилями. Використовується чашеподібний мундштук (глибокий келихоподібний мундштук), інструмент належить до родини бюґельгорнів. Довжина основної трубки в строї B становить приблизно 266 см — майже вдвічі більше, ніж у B-флюгельгорна. Іноді, особливо в Австрії, тенор також називають басовим флюгельгорном.

## Історія
Тенор заповнив прогалину в інструментарії між низькими мідними духовими (як туба) та альтовими Es-трубами, що виникла після зникнення, наприклад, офіклеїда, через винайдення та впровадження вентилів.
Перші тенори з'явилися в 1820-х роках. Попередником був «тенор-трумпетенбас» у строї G, створений Генріхом Штельцелем у Берліні в 1820 році. Незабаром інструмент почали називати теноргорном. У 1828 році Авґуст Сунделін повідомляв:
«У кавалерійських оркестрах починають поєднувати так званий хроматичний теноргорн з теноровим тромбоном або використовувати його як заміну останнього.»
Фердинанд Шлоттауер у 1843 році описав використання теноргорна в Південній Німеччині як повноцінну заміну тенорової тромбони, яка звучала м'якше та приємніше.
З ранніх вентильних тенорових інструментів виникли три: басова труба, вентильний тромбон у формі теноргорна та теноргорн.
Перші моделі, оснащені вентилями за винаходом Штельцеля, мали мензуру труби, їх можна було вважати як теноргорном, так і басовою трубою. З 1833/35 років фіксується зменшення циліндричної частини трубки (з ~71 % до 40 %). Вузькомензурні інструменти виготовлялися до приблизно 1860 року. У 1835 році Джузеппе Пелітті (Мілан) створив «Bombardone tenore» (також відомий як бомбардіно) у формі туби. У Пруссії 1838 року з'явилася тенортуба, подібна до італійського інструмента. Овальну форму тенора в Німеччині вперше розробив Карл Вільгельм Моріц у 1875 році, наслідуючи моделі фірми Červený.
У 1890-х роках в Пруссії було затверджено так звану «Потсдамську модель» з 2⁄5 циліндричної та 3⁄5 конічної трубки як стандарт для військових оркестрів. Баварська тубоподібна модель теноргорна з'явилась між 1840—1850 роками.
Після 1910 року кількість форм зменшилася. Майстерні продовжували виготовляти як вузькомензурні інструменти у формі труби (басовий флюґельгорн/басова труба), так і широкомензурні моделі у формі туби або в овальній формі. Найбільшого поширення набула Kaisertenorhorn, створена Червеним у 1885 році.
У Riemann Musiklexikon термін «Tenorhorn» вперше згадується у 3-му виданні 1887 року як «Bugle» у строї B.

## Варіанти конструкції
Існують такі форми:
- овальна форма (так званий «богемський» теноргорн),
- пряма форма (тубоподібна; «німецький» теноргорн),
- трубна форма (басовий флюґельгорн або басова труба).

З середини XIX століття терміни «Saxhorn Baryton» та «Saxhorn Ténor», винайдені Адольфом Саксом у Франції, також часто ототожнюються з теноргорном.
Хоча евфоніум часто виконує партії тенора, через ширшу мензуру він більше нагадує баритон.
У британських брас-бендах назва Tenor horn стосується не теноргорна у строї B, а альтгорна в Es (англ. Alto horn), що відповідає старій баварській традиції.

## Звучання
Як член родини бюґельгорнів, теноргорн має конічну мензуру, проте вужчу, ніж у баритонгорна (при приблизно однаковій довжині трубки). Тому на ньому легше грати високі природні тони й тихі звуки. Його тембр яскравіший, чіткіший і ближчий до валторни. Баритонгорн звучить тепліше, повніше, особливо в низьких регістрах.
- Курт Закс описує звучання як «повне, але м'яке, майже тромбоноподібне».[7]
- Віллі Шнайдер: «дуже м'яке й здатне до модуляцій».
- Ріхард Гофман: «нагадує флюґельгорн або корнет у строї B, але на октаву нижче».

## Діапазон
Тенори здебільшого мають стрій B, рідше — C або A.
Теноргорн у B зазвичай записується транспоновано (у скрипковому ключі), тобто звучить на велику нону нижче, ніж написано.
Діапазон:
- з 3-ма вентилями: від E до b' (реальний звук), або fis–c³ (у B-нотації),
- з 4-ма вентилями: від контра-H до b', або cis–c³.

Також можна добути контра-B як педальний тон.